# 克里斯蒂安·根特纳
克里斯蒂安·根特纳（德語：Christian Gentner，1985年8月14日—）是一名德國足球運動員，擔任中場，現時效力德甲球會柏林聯。

## 生平

### 球會
根拿於2003年帮助史特加A级青年队获得全国冠军，其後曾效力二隊，最終獲提升至一隊，在2005年2月20日1-0击败柏林赫塔的比赛中首次代表一队出场。2006年，讚特拿獲史特加續約至2010年。2007年7月18日外借至禾夫斯堡至2009年夏季，2008年8月11日根拿以250萬歐元身價正式加盟禾夫斯堡。
2010年將於季約滿的根拿拒絕與禾夫斯堡續約，史特加於2010年1月8日宣佈與他簽約3年，季後以自由身返回母會。

### 國家隊
2009年5月19日，根拿入選德國國家足球隊的亞洲之旅，在客场1-1战平中国的比赛中上演处子秀。

## 榮譽
史特加
- 德國甲組聯賽 冠軍：2006-2007賽季

禾夫斯堡
- 德國甲組聯賽 冠軍：2008-2009賽季

## 外部連結
- Career stats at Fussballdaten.de （页面存档备份，存于） （德文）